# 1896年至1897年英格蘭足總盃
1896/97球季英格蘭足總盃（英語：FA Cup），是第26屆英格蘭足總盃，今屆賽事的冠軍是阿士東維拉，他們在決賽以3:2擊敗愛華頓，奪得冠軍。本屆賽事繼續在水晶宮國家體育中心舉行。
維拉同時取得聯賽冠軍，成就雙料冠軍霸業。

## 外部連結
1. 英格蘭足總盃官網Archive-It的存檔，存档日期2012-04-24
2. 英格蘭足總盃 歷屆冠軍（页面存档备份，存于）